# Schimatari
Schimatari  (in greco Σχηματάρι?) è un ex comune della Grecia nella periferia della Grecia Centrale (unità periferica della Beozia) con 8 095 abitanti secondo i dati del censimento 2001.
È stato soppresso a seguito della riforma amministrativa, detta Programma Callicrate, in vigore dal gennaio 2011 ed è ora compreso nel comune di Tanagra.

## Località
Il comune è suddiviso nelle seguenti comunità:
- Oinoi
- Plaka Dilesi
- Schimatari

## Amministrazione

### Gemellaggi
Ennistymon
 Pozzoleone